# Keita Nozaki
Keita Nozaki (japanisch 野崎 桂太 Nozaki Keita; * 25. April 1990 in Tokorozawa) ist ein ehemaliger japanischer Fußballspieler.

## Karriere
Nozaki erlernte das Fußballspielen in der Jugendmannschaft von Omiya Ardija und der Universitätsmannschaft der Tōyō-Universität. Seinen ersten Vertrag unterschrieb er 2013 bei Thespakusatsu Gunma. Der Verein spielte in der zweithöchsten Liga des Landes, der J2 League. Für den Verein absolvierte er 43 Ligaspiele. Ende 2015 beendete er seine Karriere als Fußballspieler.